# 誉衡药业
哈尔滨誉衡药业股份有限公司（深交所：002437，英文：Harbin Gloria Pharmaceuticals Co., Ltd，简称誉衡药业）是中国深圳证券交易所的一家上市公司，主要从事药品的生产及销售，實際控制人、董事長是陝西籍商人朱吉滿。
公司成立于2000年3月27日，前身为哈尔滨誉衡药业有限公司，2008年6月5日经商务部批准变更设立为股份有限公司。2010年6月23日，在深圳证券交易所中小板挂牌上市，证券简称为“誉衡药业”。
2017年，公司实现营业收入30.42亿元人民币，净利润3.10亿元人民币。
2018年6月11日，公司因筹划重大资产重组，开始停牌。